# 柳田村立合鹿小学校
柳田村立合鹿小学校（やなぎだそんりつ ごうろくしょうがっこう）かつて石川県鳳珠郡能登町にあった小学校。

## 沿革
- 2002年3月24日 - 閉校式・閉校記念碑除幕式
- 2002年3月31日 - 閉校。

## 閉校
閉校となった2001年（平成13年）度時点での児童数は、女児のみ。3年生 4名・6年生 1名 計5名であった。校舎を解体し、跡地は旅館（宿泊施設）などで使用されている。グラウンド跡地は老人の公園などで使用されている。